# Herse
Herse (på fornnordiska hersir, "hövding") var fram till mitten av 1000-talet en titel på lokala hövdingar i Norge, främst i Vestlandet. Hersen var underlydande jarlen och hade som främsta uppgift att uppbåda soldater vid krig. Enligt Snorri Sturlusson satt minst fyra hersar under varje jarl och de hade som plikt att uppbåda minst tjugo män var till kungens här. Allteftersom ledarskap mer kom att bero på jordinnehav, och kungamakten fick större betydelse, undergrävdes hersarnas ställning och funktion.

## Mansnamn
Herse är också ett svenskt mansnamn, som inte minst förekommer hos medlemmar av den så kallade Bureätten. Den 31 december 2007 fanns det enligt Statistiska Centralbyrån en man i Sverige med namnet Herse, dock ej som tilltalsnamn.